# Lizbonska stolnica
Stolnica svete Marije Velike (portugalsko Santa Maria Maior de Lisboa ali metropolitanska stolnica sv. Marije Velike), pogosto imenovana Lizbonska stolnica ali preprosto Sé (Sé de Lisboa), je rimskokatoliška stolnica v Lizboni na Portugalskem. Najstarejša cerkev v mestu je sedež lizbonskega patriarhata. Stolnica, zgrajena leta 1147, je preživela številne potrese in je bila večkrat spremenjena, prenovljena in obnovljena. Danes je mešanica različnih arhitekturnih slogov. Od leta 1910 je razvrščen kot nacionalni spomenik.

## Zgodovina
Lizbona je sedež škofije od 4. stoletja. Po obdobju vizigotske prevlade so mesto osvojili Mavri in ostalo pod arabskim nadzorom od 8. do 12. stoletja, čeprav je bilo kristjanom dovoljeno živeti v Lizboni in njeni okolici. Leta 1147 je mesto ponovno osvojila vojska, sestavljena iz portugalskih vojakov pod vodstvom kralja Afonza Henrika in severnoevropskih križarjev, ki so sodelovali v drugi križarski vojni. Angleški križar po imenu Gilbert iz Hastingsa je bil postavljen za škofa, na mestu glavne mošeje v Lizboni pa so zgradili novo stolnico.
Ta prva stavba je bila dokončana med letom 1147 in prvimi desetletji 13. stoletja v poznoromanskem slogu. Takrat so v stolnico iz južne Portugalske prinesli relikvije sv. Vincencija Saragoškega, zavetnika Lizbone. Konec 13. stoletja je portugalski kralj Denis zgradil gotski križni hodnik, njegov naslednik Afonz IV. Portugalski pa je dal glavno kapelo spremeniti v kraljevi panteon v gotskem slogu zanj in njegovo družino. Leta 1498 je kraljica Eleanor iz Viseua ustanovila Irmandade de Invocação a Nossa Senhora da Misericórdia de Lisboa (Bratovščina klicanja Gospe Usmiljenja iz Lizbone) v eni od kapel križnega hodnika stolnice. Ta bratovščina se je razvila v Santa Casa da Misericórdia de Lisboa, katoliško dobrodelno ustanovo, ki se je kasneje razširila v druga mesta in je imela zelo pomembno vlogo na Portugalskem in v njenih kolonijah.
Med portugalskim medvladjem 1383–85 je prebivalstvo sumilo, da škof Dom Martinho Annes spletkari s Kastiljci in jezna množica ga je vrgla skozi okno severnega stolpa.
Potresi so bili vedno problem za Lizbono in njeno stolnico. V 14. in 16. stoletju jih je bilo več, najhujši od vseh pa je bil lizbonski potres leta 1755, ki je uničil gotsko glavno kapelo skupaj s kraljevim panteonom. Tudi križne hodnike in številne kapele sta uničila potres in požar, ki je sledil. Stolnica je bila delno prezidana in je v začetku 20. stoletja po temeljiti prenovi dobila podobo, kakršno ima danes.
V zadnjih letih je bilo izkopano osrednje dvorišče križnega hodnika, ki kaže znake rimskega, arabskega in srednjeveškega obdobja. Izkopavanja so se začela leta 1990. Odkrila so rimsko cesto s trgovinami na obeh lokacijah. Del rimske kuhinje in kloako (kanalizacija) in sledi poznejših vizigotskih stavb. Izkopan je bil tudi zelo viden del mavrske stavbe z rdečimi stenami, povezane z nekdanjo mošejo, ki je nekoč stala na tem mestu.
Leta 2020 so odkrili ostanke kompleksa Almoravidov, za katerega raziskovalci domnevajo, da je mošeja. Graça Fonseca, portugalska ministrica za kulturo, je odločila, da je treba muslimanske ostanke obdržati na svojem mestu.

## Umetnost in arhitektura
Stolnica je stavba s tlorisom latinskega križa s tremi ladjami, transeptom in glavno kapelo, obdano z ambulatorijem. Cerkev je na vzhodni strani povezana s križnim hodnikom. Glavno pročelje stolnice je videti kot trdnjava, z dvema stolpoma, ki obkrožata vhod, in nazobčanimi stenami. Ta grozeč videz, viden tudi v drugih portugalskih stolnicah tistega časa, je ostanek iz obdobja rekonkviste, ko so cerkev lahko uporabili kot oporišče za napad na sovražnika med obleganjem.

### Rromanika
Od svojega prvega gradbenega obdobja (1147 do prvih desetletij 13. stoletja) je lizbonska stolnica ohranila zahodno fasado z rozeto (prezidano iz fragmentov v 20. stoletju), glavni portal, severni stranski portal in ladjo. Portali imajo zanimive kiparske kapitele z romanskimi motivi. Ladja je pokrita s banjastimi oboki in ima zgornjo, obokano galerijo (triforij). Svetloba prodira skozi rozete zahodne fasade in transepta, ozka okna stranskih ladij ter okna stolpa z lanterno transepta. Splošni tloris stolnice je zelo podoben načrtu stare stolnice v Coimbri, ki je iz istega obdobja. Ena od kapel ambulatorija ima zanimiva romanska železna vrata.

### Gotika
Konec 13. stoletja je portugalski kralj Denis Portugalski ukazal zgraditi križni hodnik v gotskem slogu, ki ga je potres leta 1755 močno poškodoval. Blizu vhoda v stolnico si je v začetku 14. stoletja bogati trgovec Bartolomeu Joanes zgradil pogrebno kapelo. Njegova grobnica z ležečo figuro je še vedno notri. Nekoliko pozneje je portugalski kralj Afonz IV. dal romansko apsido zamenjati z gotsko glavno kapelo, obdano z ambulatorijem z žarkastimi kapelami. Kralj in njegova družina so bili pokopani v glavni kapeli, vendar je bila njihova grobnica in kapela uničena v potresu leta 1755. Ambulatorij je preživel in je pomembno delo v zgodovini portugalske gotike. Sestavljen je iz krožne ladje – ki ni povezana z glavno kapelo – z vrsto žarkastih kapel. Drugo nadstropje ambulatorija je pokrito z rebrastimi oboki in ima vrsto oken (svetlobno nadstropje), ki notranjost kopajo z obilo svetlobe.
Ambulatorij vsebuje tri izjemne gotske grobnice iz sredine 14. stoletja. Ena grobnica pripada Lopu Fernandesu Pachecu, 7. lordu Ferreira de Aves, plemiču v službi kralja Afonza IV. Videti je, da njegova ležeča figura drži meč, varuje pa jo pes. Njegova žena, Maria de Vilalobos, se pojavi nad svojim grobom in bere knjigo ur. Tretja grobnica pripada neznani kraljevi princesi. Vse grobnice so okrašene z grbi.
V zadnji četrtini 15. stoletja se domneva, da so bile znamenite plošče svetega Vincenca, ki jih je naslikal Nuno Gonçalves, postavljene v kapelo svetega Vincenca v ambulatoriju. Tam so ostale vsaj do leta 1690 in so bile v stolnici shranjene do leta 1742. Nato so jih prenesli v Mitrino palačo. Paneli so zdaj v Museu Nacional de Arte Antiga (Narodni muzej antične umetnosti) v Lizboni.

### Sodobni časi
V 17. stoletju je bila zgrajena lepa zakristija v baročnem arhitekturnem slogu, po letu 1755 pa je bila glavna kapela prezidana v neoklasicističnem in rokokojskem slogu (vključno z grobnicami kralja Afonza IV. in njegove družine). Machado de Castro, najpomembnejši portugalski kipar poznega 18. stoletja, je avtor veličastnih jaslic v gotski kapeli Bartomoleu Joanes. Krstilnik, v katerem je bil po izročilu leta 1195 krščen sveti Anton, je iz 12. stoletja. V začetku 20. stoletja je bil velik del neoklasicističnega okrasja z zunanje in notranje strani stolnice odstranjen, da bi ta dobila bolj 'srednjeveški' videz.

### Križni hodnik
Križni hodnik, prizidan vzhodno od stolnice, je bil zgrajen konec 13. stoletja in v začetku 14. stoletju  pod vladavino kralja Denisa. Obstaja arheološka razstava, ki prikazuje ostanke starodavnih stavb, pa tudi železno rešetko v romanskem slogu.

## Orgle
Katedrala ima dvoje orgel. Na evangelijski strani kora so zgodovinske enoročne orgle, ki jih je okrog leta 1788 zgradil orgel Joaquim António Peres Fontanes.
Druge orgle je leta 1964 izdelalo orgelsko podjetje Flentrop. Glasbilo ima 51 registrov na štirih manualih in pedalu.